# Сучков, Геннадий Александрович
Генна́дий Алекса́ндрович Сучко́в (7 января 1947, с. Митрополье, Горьковская область — 7 августа 2013, Москва) — советский морской офицер-подводник, адмирал.

## Биография

### Образование
Окончил Высшее военно-морское училище имени М. В. Фрунзе (1964—1969), Высшие специальные офицерские классы ВМФ (1977—1978), Военно-морскую академию имени Маршала Советского Союза А. А. Гречко (1981—1983), курсы при Военной академии Генерального штаба Вооружённых Сил в 1994 году.

### Карьера
Службу проходил: командиром торпедной группы (1969—1970), командиром БЧ-3 (1970—1972), помощником командира, старшим помощником командира подводной лодки (1972—1977), командиром подводной лодки «Б-105» (10 октября 1978 — 9 июня 1980), командиром подводной лодки «Б-4» (9 июня 1980 — август 1981), начальником штаба 69-й бригады подводных лодок (июль 1983 — октябрь 1985), начальником штаба (октябрь—декабрь 1985), командиром (декабрь 1986 — ноябрь 1988) 42-й бригады подводных лодок.
Затем — начальник штаба (ноябрь 1988 — февраль 1992), командир (февраль 1992 — декабрь 1994) 4-й эскадры подводных лодок Северного флота. Контр-адмирал (15.10.1990), вице-адмирал (6.05.1993).
Первый заместитель командующего Черноморским флотом (29 декабря 1994 — 19 июля 2001), командующий Тихоокеанским флотом (19 июля — 4 декабря 2001), командующий Северным флотом (16 декабря 2001 — 11 сентября 2003).
На Северный флот был назначен вместо адмирала Вячеслава Попова, снятого с этой должности после расследования обстоятельств гибели атомной подводной лодки «Курск».

#### После отстранения от должности в связи с гибелью экипажа АПЛ К-159
11 сентября 2003 года указом Президента РФ Владимира Путина временно отстранён от командования Северным флотом на период следствия по факту гибели АПЛ К-159, затонувшей 30 августа 2003 года. Временно исполняющим обязанности командующего Северным флотом стал вице-адмирал Сергей Симоненко.
18 мая 2004 года Северный флотский военный суд Североморска приговорил Геннадия Сучкова к 4 годам лишения свободы условно с испытательным сроком в два года по обвинению в халатности, повлёкшей гибель членов экипажа атомной подводной лодки К-159. В сентябре 2004 года Верховный суд РФ, рассмотрев кассационную жалобу адмирала Г. А. Сучкова, оставил приговор в силе. Александр Никитин, старший помощник главного военного прокурора, заявил по этому делу следующее:

Судом, на основе собранных по делу доказательств, допросов более чем ста свидетелей, изучения сотен документов, многих томов уголовного дела установлено, что только в результате непрофессиональных, некомпетентных, признанных судом преступными, действий Сучкова погибли 9 моряков-подводников. И не надо искать политическую подоплёку под действиями прокуратуры и суда, как сегодня пытались делать это некоторые, так называемые, комментаторы этого дела. Эти заявления не имеют под собой ни законной, ни нравственной основы.

В конце мая 2004 года адмирал Г. А. Сучков был освобождён от должности командующего Северным флотом, новым командующим СФ стал вице-адмирал Михаил Абрамов. В начале июня 2004 года при представлении Абрамова руководящему составу Северного флота Министр обороны РФ Сергей Иванов выразил благодарность Геннадию Сучкову за руководство флотом, (уже осуждённому к тому моменту за халатность, повлёкшей гибель членов экипажа атомной подводной лодки К-159). Иванов выразил надежду и уверенность, что Геннадий Сучков останется служить в Вооружённых Силах.
С середины апреля 2005 года — советник Министра обороны РФ Сергея Иванова.
Главный военный прокурор РФ Александр Савенков в июне 2005 года заявил, что «назначение Сучкова в апреле этого года советником Министра обороны РФ — это факт, абсолютно не отвечающий задачам правосудия». При этом Сергей Иванов заявил, что адмирал Г. А. Сучков был назначен на должность советника Министра обороны РФ после консультаций с Савенковым.
С декабря 2007 года — президент Международной ассоциации общественных организаций ветеранов ВМФ и подводников.
Имя Геннадия Сучкова упоминалось в связи с делом «Оборонсервиса», По версии следствия, интересы поставщиков мог лоббировать советник бывшего министра обороны адмирал Геннадий Сучков.
В 2011 году он создал межведомственную рабочую группу для «переосвидетельствования кислородных торпед с последующим сервисным обслуживанием» на предприятиях ОАО «Оборонсервис» и сам же её возглавил. Заместителем Сучкова стал руководитель «Ремвооружения» Михаил Соколовский, и в эту же группу был включён гендиректор «Барса» Владимир Фицнер, ранее служивший мичманом на Северном флоте под командованием Сучкова.
Скончался 7 августа 2013 года в Москве на 67-м году жизни после тяжёлой болезни. Похоронен на Троекуровском кладбище (участок 27).

## Присвоение званий
- контр-адмирал (1990);
- вице-адмирал (6 мая 1993);
- адмирал (21 февраля 2002)[13];
- Действительный государственный советник РФ 3 класса (23 декабря 2008).

## Награды
- Орден Красной Звезды;
- Орден «За службу Родине в Вооружённых Силах СССР» III степени;
- Орден Дружбы,
- 13 медалей;
- Почётный гражданин гор. Полярный.

## Семья
Был женат, двое детей. Старший сын Александр — офицер-подводник. Младший сын Егор — юрист.

## В культуре
Фигурирует в серии романов Джона Шеттлера «Киров», где в 2015 году становится главкомом ВМФ, уступая должность командующего Северным флотом вымышленному адмиралу Вольскому, и является главкомом до 2021 (корректно упомянуто имя и возраст, корректно упомянуты также несколько других реальных офицеров). Что довольно странно, так как первая книга серии была издана в 2012 году, а Сучков упоминается даже в продолжениях, написанных после того, как в реальности уже умер.